# Polyrhachis lestoni
Polyrhachis lestoni é uma espécie de formiga do gênero Polyrhachis, pertencente à subfamília Formicinae.